# Малък лалугер
Малките лалугери (Spermophilus pygmaeus) са вид дребни бозайници от семейство Катерицови (Sciuridae). Разпространени са в сухите степи, полупустините и пустините на Евразия от долното течение на Днепър до Централен Казахстан.